# Suqovuşan su anbarı
MSuqovuşan su anbarı är en reservoar i Azerbajdzjan.   Den ligger i distriktet Tərtər Rayonu, i den centrala delen av landet, 270 km väster om huvudstaden Baku. Suqovuşan su anbarı ligger 410 meter över havet. Arean är 0,35 kvadratkilometer. Den sträcker sig 0,6 kilometer i nord-sydlig riktning, och 1,2 kilometer i öst-västlig riktning.
Följande samhällen ligger vid Mataghisi Jrambar:
- Suqovuşan (404 invånare)

Trakten runt Suqovuşan su anbarı består till största delen av jordbruksmark. Runt Suqovuşan su anbarı är det ganska glesbefolkat, med 32 invånare per kvadratkilometer.